# Rhinomalus anthracinus
Rhinomalus anthracinus là một loài bọ cánh cứng trong họ Laemophloeidae. Loài này được Sharp miêu tả khoa học năm 1899.